# GIS im Gesundheitswesen
Geoinformationssysteme (GISs) und Geographical Information Science (GIScience) kombinieren Computer-Kartographie mit zusätzlichem Datenbankmanagement- und Datenanalysetools. Kommerzielle GIS haben bereits in vielen Anwendungsbereichen und Wirtschaftszweigen, wie den Umweltwissenschaften, der Stadtplanung, der Landwirtschaft und anderen, Fuß gefasst.
Das Gesundheitswesen ist ein weiteres Fachgebiet, das zunehmend Nutzen aus GIS zieht. Eine strikte Definition des Gesundheitswesens ist schwer festzulegen, da es auf unterschiedliche Weise von verschiedenen Gruppen verwendet wird. Grundsätzlich unterscheidet sich das Gesundheitswesen von der privaten Gesundheit darin, dass ihr Fokus bei der Gesundheit von Populationen liegt, und nicht in jener von Individuen, Prävention wichtiger ist als die Behandlung selbst und es in einem viel verstaatlichteren Kontext operiert, als die private Gesundheit dies tut. Deshalb wurden GIS und andere räumliche Analysetools als potenzielle Umsetzungsmöglichkeiten für Ziele im Gesundheitswesen erkannt.

## Geschichte

Snow’s Karte zeigt die Cholera-Fälle in London während der Epidemie von 1854.

Bestrebungen im Gesundheitswesen werden bereits seit vielen Jahren durch Analyse und Anwendung von räumlichen Daten gestützt. Der britische Arzt John Snow, der oft auch als Vater der Epidemiologie gesehen wird, ist ein berühmtes Beispiel einer solchen Bestrebung. Snow verwendete eine handgezeichnete Karte, um die geographischen Positionen von Todesfällen während der großen Cholera-Epidemie in London im Jahr 1854 zu analysieren. Mit dieser Karte konnte er zeigen, dass die Zahl der Cholera-Todesfälle in der Nähe von Brunnen konzentriert war und die damals große Broadwick-Wasserpumpe die größte Quelle des Cholera-Ausbruchs war. Die Entfernung dieser Pumpe führte zu einem raschen Rückgang der Cholera-Neuinfizierungen, womit er seine Theorie beweisen und die medizinische Gemeinschaft davon überzeugen konnte.
Die Arbeit von Snow dient als Anhaltspunkt dafür, wie Untersuchungen und andere wissenschaftliche Forschungen im Gesundheitswesen von GIS-Applikationen profitieren können. Er setzte die Analyse seiner Daten fort, um herauszufinden, ob die Häufigkeit der Cholera-Vorfälle auch in direkter Relation zu lokalen Bodenerhöhungen, Bodenbeschaffenheit und Alkalinität steht. Niedrig gelegene Gebiete, speziell jene mit schlecht Wasser absorbierender Erde, wiesen seinen Erkenntnissen nach eine größere Häufigkeit an Cholera-Vorfällen auf. Snow konnte seine Hypothese bestätigen und fand heraus, dass große Wasseransammlungen der Grund dafür sind, was wiederum belegt, dass Cholera eine dem Grundwasser entspringende Krankheit ist (im Gegensatz zu der ursprünglichen, weit verbreiteten Vermutung, dass der Gestank die Ursache ist).
Dies ist ein sehr frühes Beispiel für etwas, das heute unter dem Begriff „Desease Diffusion Mapping“ bekannt ist. Die grundlegende Idee dabei ist, dass eine Krankheit immer von einer Quelle oder einem zentralen Punkt beginnt und sich dann über die naheliegende Umgebung, abhängig von bestimmten Eigenschaften und Mustern, weiter verbreitet. Desease Diffusion Mapping ist deshalb ein weiteres Beispiel für Forschungen, das sich der Möglichkeiten von GIS bedient.

## GIS im Gesundheitswesen

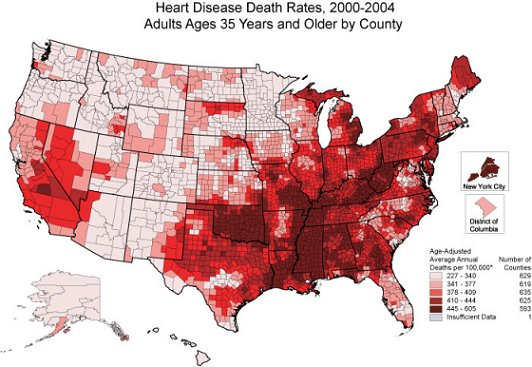
Eine Karte, die die Todesfälle durch Herzkrankheiten bei weißen Männern in den USA von 2000 bis 2004 zeigt

Die Probleme des Gesundheitswesens heute haben einen weitaus größeren Umfang als jene, denen sich damals Snow widmete. Wissenschaftler sind mittlerweile abhängig von modernen GIS und anderen Computer-Mapping-Applikationen, um ihre Analysen zu unterstützen. Als Beispiel soll die Graphik rechts dienen, die die Todesraten durch Herzkrankheiten bei weißen Männern über 35 in den USA zwischen 2000 und 2004 darstellt.
Public health informatics (PHI) ist ein noch junges, aber schnell wachsendes Gebiet, das seinen Fokus auf der Bereitstellung von Informationswissenschaft und Technologien für Anwendungen und Forschung im Gesundheitswesen hat. Als Teil davon gibt es das GIS- oder allgemeiner ausgedrückt, Entscheidungsunterstützungssystem (SDSS), das verbesserte geographische Visualisierungstechnologien bietet und zu schnellerem, besserem und robusterem Verstehen und qualitativ hochwertigerer Entscheidungsfähigkeit im Gesundheitswesen führen soll.
Beispielsweise wurden GIS-Anzeigen verwendet, um die Nutzung von Online-Gesundheitsinformationen während pandemischer Infektionskrankheiten darzustellen, sowie um Zusammenhänge zwischen Clustern neuer Hepatitis-C-Fälle und bekannten intravenösen Drogenkonsumenten in Connecticut aufzuzeigen. Die Ursache ist schwer eindeutig zu zeigen, weil Kollokation allein keine Ursache begründet. Ein Nachweis von bereits vergangenen gezeigten kausalen Zusammenhängen (wie die intravenöse Benutzung von Drogen und Hepatitis C) kann jedoch die Akzeptanz von solchen Relationen stärken und kann helfen, die Nutzbarkeit und Verlässlichkeit von GIS-basierten Lösungsansätzen zu demonstrieren. Umgekehrt kann die zufällige scheinbare kausale Abhängigkeit zweier Parameter helfen, weitere Untersuchungen in dieser Richtung anzuregen.
Alternativ wurden GIS-Techniken dafür verwendet zu zeigen, dass keine Korrelation zwischen unterschiedlichen Ursachen und Wirkungen besteht. Beispielsweise wurden die Verteilungen von Geburtsdefekten und Kindersterberate in Iowa untersucht und es wurde kein Zusammenhang zwischen diesen Parametern von Forschern entdeckt. Dies wiederum führte zu der Schlussfolgerung, dass Geburtsdefekte und Kindersterberate sehr wahrscheinlich keinen Zusammenhang besitzen und beide jeweils andere Ursachen und Risikofaktoren besitzen.
GIS kann also das Gesundheitswesen auf ganz unterschiedliche Arten unterstützen. In erster Linie unterstützen GIS-Displays deshalb das Verstehen von Sachverhalten und liefern bessere Entscheidungsgrundlagen. Zum Beispiel ist die Elimination von den enormen Gesundheitsunterschieden eine von den zwei wichtigsten Zielen von „Healthy People 2010“, eines der größten Programme des Gesundheitswesens in den USA. GIS kann eine wesentliche Rolle in diesem Programm spielen, indem es in jenem Feld praktizierenden Menschen hilft, Gebiete, in denen gesundheitliche Ungerechtigkeit herrscht, zu identifizieren und Personen in diesen Räumen im Idealfall hilft, Lösungen dafür zu finden und diese Unzulänglichkeiten zu adressieren. GIS kann auch Wissenschaftlern helfen, disparate Daten von einer breiten Vielfalt von Quellen zu integrieren und kann sogar dafür verwendet werden, Messungen der Qualitätskontrolle solcher Daten durchzusetzen. Viele Daten im Gesundheitswesen werden nach wie vor manuell generiert und sind deshalb menschlichen Fehlern unterlegen. Beispielsweise hat die geographische Analyse von Gesundheitsvorsorgedaten von North Carolina gezeigt, dass über 40 % der Akten Fehler beinhalteten. Einerseits wurden falsche geographische Informationen (Stadt, Bezirk, Postleitzahl) gefunden und andererseits gab es Fehler, die nie entdeckt worden wären, wenn es die visuellen GIS-Displays nicht gegeben hätte. Die Korrektur dieser fehlerhaften oder nicht vorhanden gewesenen Daten führte nicht nur zu noch genaueren und korrekteren GIS-Displays, sondern half auch, alle Analysen, die auf diesen Daten basierten, zu verbessern.

## Probleme von GIS im Gesundheitswesen
Es existieren auch Bedenken oder Probleme bezüglich der Benutzung von GIS im Gesundheitswesen. Eines der größten Bedenken ist Privatsphäre und die Geheimhaltung von personenbezogenen Daten. Das Gesundheitswesen ist besorgt über die Gesundheit der Bevölkerung als Ganzes, aber muss Daten von Individuen benützen, um die nötigen Einschätzungen zu tätigen und der Schutz der Privatsphäre und der personenbezogenen Daten dieser Individuen ist von höchster Bedeutung. Die Verwendung von GIS Displays und zugehörigen Datenbanken verlangen danach, sich mit eben genannten Problemen auseinanderzusetzen, deshalb sind einige Vorkehrungen notwendig um zu verhindern, dass Individuen aufgrund von spatialen Daten erkannt werden können. Beispielsweise könnten Daten zusammengeführt werden und nicht mehr einzelnen Personen zugeordnet sein, sondern nunmehr größeren Gebieten, wie zum Beispiel der Postleitzahl oder einem Bezirk. Karten könnten auch zu kleineren Maßstäben konstruiert werden, sodass weniger Detail enthüllt wird. Alternativ dazu können identifizierende Besonderheiten (wie das Wege- und Straßennetzwerk) von Karten ausgespart werden, um exakte Positionen zu maskieren. Es wäre sogar ratsam, Positionsmarker absichtlich um einen zufällig generierten Wert falsch einzuzeichnen, wenn es als notwendig erachtet wird.
In der Literatur ist es allgemein bekannt, dass statistische Inferenz, welche auf zusammengeführten Daten basiert, Forscher zu falschen Schlussfolgerungen führen kann, wobei Relationen erkannt werden, die in Wahrheit nicht existieren oder Relationen verborgen bleiben, die in Wahrheit tatsächlich existieren. Dieses Phänomen ist bekannt unter dem Namen „Modifiable Areal Unit Problem“ (MAUP). Ein Beispiel hierfür sind New Yorker Gesundheitsbeamte, die fürchteten, dass Krebsanhäufungen und Ursachen falsch identifiziert würden, nachdem sie dazu gezwungen wurden, Karten im Internet zu veröffentlichen, welche Krebsfälle geordnet nach Postleitzahl zeigt. Ihre Begründung war, dass Postleitzahlen für einen Zweck geschaffen wurden, der unabhängig von Problemen im Gesundheitswesen ist und die Verwendung dieser willkürlichen Begrenzungen zu ungeeigneten Gruppierungen führen könnte und in weiterer Folge zu falschen Schlussfolgerungen.